# اندیس آنومالی کوه کلنگ
آنومالی کوه کلنگ یک اندیس فلزی است که در حوالی شهر محلات استان مرکزی قرار دارد و مادهٔ معدنی موجود در آن، طلا است.  